# Saison 2 de Arrested Development
Chronologie
Saison 1 Saison 3
Cet article présente la deuxième saison de la série Arrested Development.

## Distribution
- Jason Bateman (VF : Benoît DuPac) : Michael Bluth, veuf élevant seul son fils
- Portia de Rossi (VF : Charlotte Marin) : Lindsay Bluth Fünke, sœur jumelle de Michael, ne pense qu'au shopping et aux œuvres caritatives
- Will Arnett (VF : Cyrille Monge) : George Oscar « Gob » Bluth, frère jaloux de Michael et magicien
- Michael Cera (VF : Benjamin Pascal) : George Michael Bluth, fils de Michael
- Alia Shawkat (VF : Lucile Boulanger (saisons 1 à 3) puis Emmylou Homs (saison 4)) : Mae « Maeby » Fünke, fille de Lindsay
- Tony Hale (VF : Denis Sebbah) : Byron « Buster » Bluth, le benjamin, étudiant attardé dans les jupes de sa mère et facilement paniqué
- David Cross (VF : Gérard Darier) : Tobias Fünke, le mari de Lindsay, ancien psychiatre, homosexuel refoulé cherchant non sans difficulté à devenir acteur
- Jeffrey Tambor (VF : Alain Choquet) : George Bluth Senior, le père
- Jessica Walter (VF : Maria Tamar (saisons 1 à 3) puis Lucienne Troka (saison 4)) : Lucille Bluth, la mère
- Ron Howard (VF : Constantin Pappas) : le narrateur et, dans la saison 4, lui-même.

## Liste des épisodes

### Épisode 1:Le Voyage à Phoenix
- États-Unis : 7 novembre 2004 sur FOX
- France : 19 octobre 2005

- John Beard (Lui-même)
- Jay Johnston (Officier Taylor)
- Justin Lee (Annyong Bluth)
- Henry Winkler (Barry Zuckerkorn)
- Blue Man Group (Eux-mêmes)
- Ed Helms (James)
- Lynne Marie Stewart (Joyce)

### Épisode 2:Solide Comme un Roc
- États-Unis : 14 novembre 2004 sur FOX
- France : 19 octobre 2005

- John Beard (Lui-même)
- Mo Collins (Starla)
- Judy Greer (Kitty Sanchez)
- Mae Whitman (Ann Veal)
- Thomas Jane (Lui-même)

### Épisode 3:Gene Parmesan
- États-Unis : 21 novembre 2004 sur FOX
- France : 26 octobre 2005

- Mo Collins (Starla)
- BW Gonzales (Lupe)
- Judy Greer (Kitty Sanchez)
- Justin Lee (Annyong Bluth)
- Mae Whitman (Ann Veal)
- Martin Mull (Gene Parmesan)
- Malik Yoba (Ice)

### Épisode 4:Le Revenant
- États-Unis : 5 décembre 2004 sur FOX
- France : 26 octobre 2005

- Mae Whitman (Ann Veal)
- Henry Winkler (Barry Zuckerkorn)
- Abraham Higginbotham (Gary)
- Ben Stiller (Magicien)
- Jason Aaron Tinero (Buster enfant)
- Malik Yoba (Ice)

### Épisode 5:Armes de Destruction Massive
- États-Unis : 12 décembre 2004 sur FOX
- France : 2 novembre 2005

- Justin Grant Wade (Steve Holt)
- John Michael Higgins (Wayne Jarvis)
- Henry Winkler (Barry Zuckerkorn)
- Sam Pancake (James Alan Spangler)
- Cedric Yarbrough (Instructeur)

### Épisode 6:Joyeux Noël
- États-Unis : 19 décembre 2004 sur FOX
- France : 2 novembre 2005

- Charlie Hartsock (Ted)
- Mae Whitman (Ann Veal)
- Al Eisenmann (Al)
- Tom Saunders (Tom)
- J.J. Wall (Oncle Paul)

### Épisode 7:Buster Part à la Guerre
- États-Unis : 16 janvier 2005 sur FOX
- France : 9 novembre 2005

- Ed Begley Jr. (Stan Sitwell)
- Mo Collins (Starla)
- Jeff Garlin (Mort Meyers)
- Andy Richter (Lui-même)
- Mae Whitman (Ann Veal)
- Steve Bannos (Sergent)
- Danielle Cipolla (Maeby enfant)
- Jake Hoffman (Jeff)
- J. K. Simmons (Général Garvey)
- Jason Aaron Tinero (Buster enfant)

### Épisode 8:Achats à Gogo
- États-Unis : 23 janvier 2005 sur FOX
- France : 9 novembre 2005

- Michael Bartel (Michael enfant)
- Ed Begley Jr. (Stan Sitwell)
- Mo Collins (Starla)
- Jeff Garlin (Mort Meyers)
- Liza Minnelli (Lucille Austero)
- Mae Whitman (Ann Veal)
- Henry Winkler (Barry Zuckerkorn)
- Tom Virtue (Kell)

### Épisode 9:Les Enchères
- États-Unis : 30 janvier 2005 sur FOX
- France : 16 novembre 2005

- Michael Bartel (Michael enfant)
- Ed Begley Jr. (Stan Sitwell)
- Justin Grant Wade (Steve Holt)
- Liza Minnelli (Lucille Austero)
- Christine Taylor (Sally Sitwell)
- Mae Whitman (Ann Veal)
- Rob Corddry (Moses Taylor)
- Spencer Redford (Sally enfant)

### Épisode 10:Oncle Jack
- États-Unis : 13 février 2005 sur FOX
- France : 16 novembre 2005

- Ed Begley Jr. (Stan Sitwell)
- Liza Minnelli (Lucille Austero)
- Troy R. Brenna (Dragon)
- Martin Short (Oncle Jack)

### Épisode 11:Enquête sur une Grossesse (Partie 1)
- États-Unis : 6 mars 2005 sur FOX
- France : 23 novembre 2005

- Michael Paul Chan (Juge Lionel Ping)
- Jay Johnston (Officier Taylor)
- Jerry Minor (Officier Carter)
- Christine Taylor (Sally Sitwell)
- Mae Whitman (Ann Veal)
- Henry Winkler (Barry Zuckerkorn)
- Julia Louis-Dreyfus (Maggie Lizer)
- Dave Martel (Person)
- Becky Thyre (Loretta)

### Épisode 12:La Main de Buster (Partie 2)
- États-Unis : 6 mars 2005 sur FOX
- France : 23 novembre 2005

- Michael Paul Chan (Juge Lionel Ping)
- Jay Johnston (Officier Taylor)
- Jerry Minor (Officier Carter)
- Christine Taylor (Sally Sitwell)
- Mae Whitman (Ann Veal)
- Henry Winkler (Barry Zuckerkorn)
- Julia Louis-Dreyfus (Maggie Lizer)
- Becky Thyre (Loretta)

### Épisode 13:Fils et Maman
- États-Unis : 13 mars 2005 sur FOX
- France : 30 novembre 2005

- Michael Paul Chan (Juge Lionel Ping)
- Amy Poehler (Epouse de Gob)
- Henry Winkler (Barry Zuckerkorn)
- Dave Attell (Lui-même)
- Carl Weathers (Lui-même)

### Épisode 14:L' Élection
- États-Unis : 20 mars 2005 sur FOX
- France : 30 novembre 2005

- BW Gonzales (Lupe)
- Justin Grant Wade (Steve Holt)
- Mae Whitman (Ann Veal)
- Rob Corddry (Moses Taylor)
- Abraham Higginbotham (Gary)
- Ron Michaelson (Lui-même)
- Phyllis Smith (Carla)
- Omi Vaidya (en) (Rav Nadir)

### Épisode 15:Le Sabre du Destin
- États-Unis : 27 mars 2005 sur FOX
- France : 7 décembre 2005

- John Beard (Lui-même)
- Mo Collins (Starla)
- Charlie Hartsock (Ted)
- Ben Stiller (Tony Wonder)
- Dan Castellaneta (Dr Stein)
- George Cheung (Asiatique)
- Paul Feig (Wizard)

### Épisode 16:Anniversaire de Mariage
- États-Unis : 3 avril 2005 sur FOX
- France : 7 décembre 2005

- Mae Whitman (Ann Veal)
- Mario Joyner (Mario)
- Ione Skye (Mme Veal)
- Alan Tudyk (M. Veal)
- Simon Helberg (Jeff)

### Épisode 17:Scandale à la Une
- États-Unis : 10 avril 2005 sur FOX
- France : 14 décembre 2005

- Jeff Garlin (Mort Meyers)
- Judy Greer (Kitty Sanchez)
- Zach Braff (Phillip Litt)
- Dick Van Patten (Cal Cullen)

### Épisode 18:Les Frères Vertueux
- États-Unis : 17 avril 2005 sur FOX
- France : 14 décembre 2005

- Jeff Garlin (Mort Meyers)
- Judy Greer (Kitty Sanchez)
- John Michael Higgins (Wayne Jarvis)
- Mae Whitman (Ann Veal)
- Henry Winkler (Barry Zuckerkorn)
- Marc Cherry (Lui-même)
- Rob Huebel (Dave Williams)